# Гегесипп Галикарнасский
Гегесипп (др.-греч. Ἡγήσιππος; IV век до н. э.) — наварх Антигона Одноглазого

## Биография
Гегесипп был родом с Галикарнаса. В 306 году до н. э., во время морской битвы при Саламине, Гегесипп вместе с Плейстием с Коса возглавлял правый фланг флота Деметрия, которому противостоял сам Птолемей. В ходе ожесточённого сражения моряки Гегесиппа понесли большие потери, но за счет успешных действий другого крыла, более мощного, сын Антигона победил. Хоть Гегесипп и принадлежал к высокопоставленным военачальникам Антигона, больше никаких данных о его жизни в античных источниках нет.